# Hammy McMeechan
Hammy McMeechan, all'anagrafe Hamilton Stronach McMeechan (Scozia, 10 maggio 1941 – 1º ottobre 2012), è stato un calciatore australiano di ruolo centrocampista.

## Carriera

### Club
Di origini scozzesi, dopo essersi formato nel Carlisle United e nell'Exeter City emigrò in Australia nel 1963, dove esordì nel campionato nazionale disputando una stagione nello Slavia Melbourne. Acquistato dal Melbourne Croatia per una cifra pari a 1200 dollari, vi disputò cinque stagioni divenendo una delle pedine fondamentali per il gioco della squadra. Dopo una stagione disputata con la maglia del Western Suburbs, a partire dal 1970 giocò per la Juventus Melbourne. Si ritirò dal calcio giocato nel 1975, dopo aver disputato due stagioni nel club giapponese dello Yomiuri.

### Nazionale
Conta cinque presenze in nazionale australiana, totalizzate tra il 1965 e il 1968.